# Methanobacterium
Genre
Espèces de rang inférieur
- Methanobacterium aarhusense
- Methanobacterium alcaliphilum
- Methanobacterium beijingense
- Methanobacterium bryantii
- Methanobacterium congolense
- Methanobacterium curvum
- Methanobacterium espanolae
- Methanobacterium ferruginis
- Methanobacterium formicicum
- Methanobacterium ivanovii
- Methanobacterium kanagiense
- Methanobacterium lacus
- Methanobacterium oryzae
- Methanobacterium palustre
- Methanobacterium petrolearium
- Methanobacterium subterraneum
- Methanobacterium thermaggregans
- Methanobacterium uliginosum

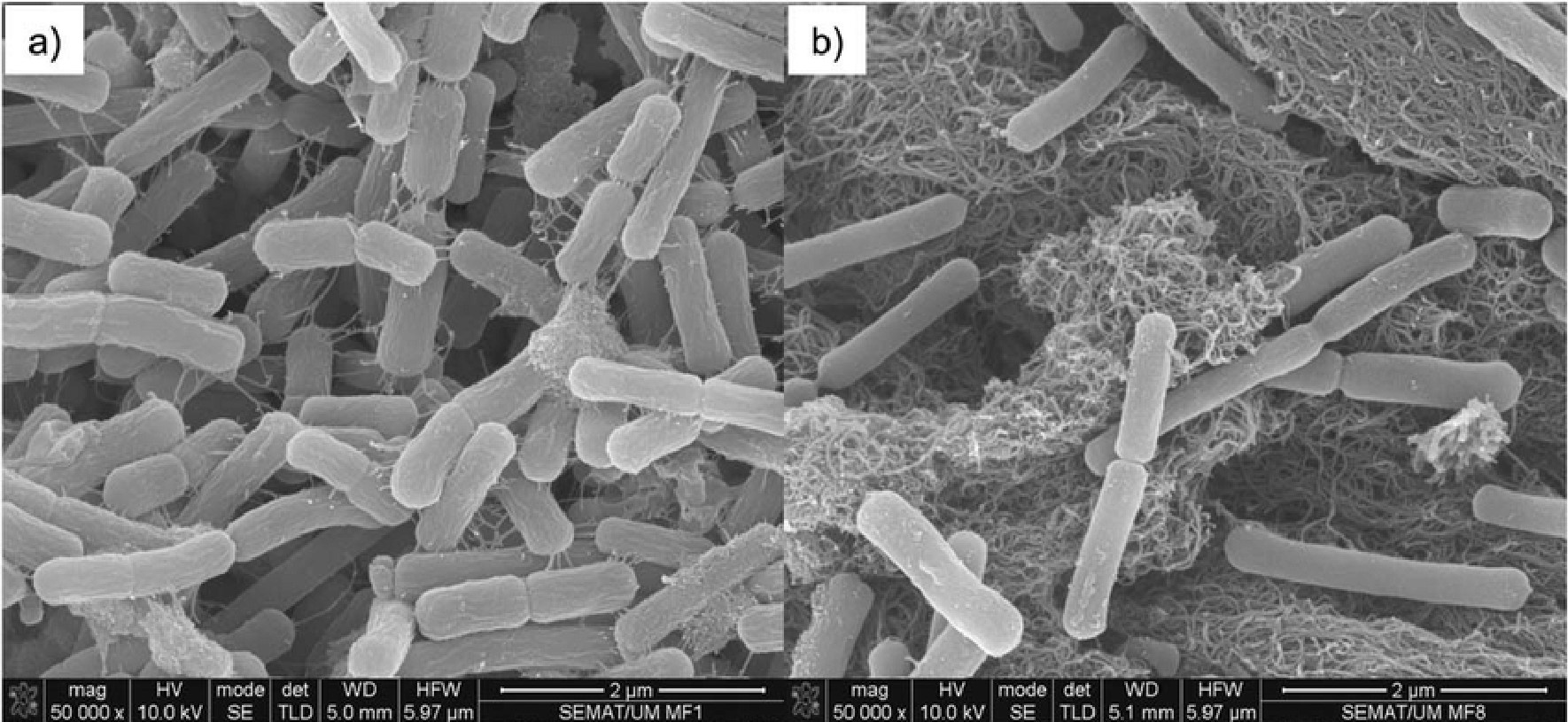
Vue microscopique de Methanobacterium

Methanobacterium est un genre d'archées de la famille des Methanobacteriaceae.